# Eesti Karikas 2016-2017
La Coppa d'Estonia 2016-2017 (in estone Eesti Karikas) è stata la 25ª edizione del torneo. La competizione è iniziata il 31 maggio 2016 ed è terminata il 27 maggio 2017. La competizione è stata vinta per la prima volta dal Football Club Infonet.

## Formula del torneo
La griglia delle partite è stata stilata il 21 maggio 2016, giorno della finale dell'edizione precedente.
Gli accoppiamenti, così come il turno di ingresso nel torneo, sono sorteggiati in modo totalmente casuale e non ci sono teste di serie.
I sorteggi per il secondo turno sono stati effettuati il 16 giugno 2016.
| Turno                | Numero di incontri | Squadre  | Entrano a questo turno | Data sorteggio    |
| -------------------- | ------------------ | -------- | --- | ----------------- |
| Primo turno          | 37                 | 101 → 64 | 6 squadre di Meistriliiga 6 squadre di Esiliiga 5 squadre di Esiliiga B 10 squadre di II Liiga 21 squadre di III Liiga 10 squadre di IV Liiga 16 squadre di Rahvaliiga | 21 maggio 2016    |
| Secondo turno        | 32                 | 64 → 32  | 4 squadre di Meistriliiga 1 squadra di Esiliiga 2 squadre di Esiliiga B 10 squadre di II Liiga 7 squadre di III Liiga 3 squadre di IV Liiga                            | 16 giugno 2016    |
| Sedicesimi di finale | 16                 | 32 → 16  | – | 11 agosto 2016    |
| Ottavi di finale     | 8                  | 16 → 8   | – | 30 settembre 2016 |
| Quarti di finale     | 4                  | 8 → 4    | – | 28 febbraio 2017  |
| Semifinali           | 2                  | 4 → 2    | – | 13 aprile 2017    |
| Finale               | 1                  | 2 → 1    | – | -                 |

## Squadre partecipanti
Le 10 squadre della Meistriliiga 2016
- 6 al primo turno: Flora Tallinn, Kalev Sillamäe, Kalju Nõmme, Pärnu, Tammeka Tartu, Tarvas Rakvere.
- 4 al secondo turno: Infonet, Levadia Tallinn, Trans Narva, Paide.

7 delle 10 squadre dell'Esiliiga 2016
- 6 al primo turno: Infonet II, Järve Kohtla-Järve, Kalev Tallinn, Maardu, Santos Tartu, Tulevik Viljandi.
- 1 al secondo turno: Flora Tallinn U21.

7 delle 10 squadre dell'Esiliiga B 2016
- 5 al primo turno: Elva, Flora Tallinn U19, Kuressaare, Tammeka Tartu U21, Welco Tartu.
- 2 al secondo turno: Joker Raasiku, Viimsi.

20 delle 28 squadre della II Liiga 2016
- 10 al primo turno: Ararat TTÜ, Charma Tabasalu, Forza Tallinn, Keila, Levadia Tallinn III, Merkuur Tartu, Narva United, Nõmme United, Piraaja Tallinn, Rada Kuusalu.
- 10 al secondo turno: Ganvix Türi, Imavere Forss, Irbis Kiviõli, Lokomotiv Jõhvi, Kose, Noorus-96 Jõgeva, Saue Laagri, TJK Legion, Tõrva, Viimsi II.

28 squadre di III Liiga 2016
- 21 al primo turno: Ambla, Atli Raplamaa, Castovanni Eagles, Eston Villa, Igiliikur Viimsi, Kaitseliit/Kalev, Kalev Tallinn III, Koeru, FC Lelle, Järva-Jaani, Kernu Kadakas, Navi, Olympic Tallinn, Otepää, Pirita Reliikvia, Poseidon/Nirvaana, Tannem Vastseliina, Tääksi, Väätsa Vald, Warrior Valga, Zenit Tallinn.
- 7 al secondo turno: EMÜ, Kalju Nõmme III, Läänemaa Haapsalu, Loo, Maardu United, Tartu FC, Ülikool Fauna Tartu.

13 squadre di IV Liiga 2016
- 10 al primo turno: Castovanni Eagles II, Depoo Tallinn, Helios Tartu, Märjamaa, Reaal Tallinn, Roosu, Soccernet, FC TransferWise, Twister, Wolves Jõgeva.
- 3 al secondo turno: Jalgpallihaigla, Jalgpalliselts Tallinn, Rumori Calcio.

16 squadre di Rahvaliiga 2016
- Tutte al primo turno: Enamasti Pealekata, Fellin, IceBears, Illi Paduvere, Kohtla-Nõmme, Molycorp Silmet, Õismäe Torm, Pedajamäe, Peedu, Puhkus Mehhikos, Rasmus Värki JK, Raudteetöölised, FC Sssolutionsi, Terav Sats, Wolves Jõgeva II, Wolves Tallinn.

## Primo turno
| Squadra 1            | Risultato   | Squadra 2          |
| -------------------- | ----------- | ------------------ |
| 31 maggio 2016       |             |                    |
| Tarvas Rakvere       | 13 – 0      | FC Sssolutionsi    |
| Järve Kohtla-Järve   | 3 – 0       | Kohtla-Nõmme       |
| Järva-Jaani          | + -         | Ararat/TTÜ         |
| Depoo Tallinn        | 0 – 6       | Infonet II         |
| Poseidon             | 7 – 0       | Enamasti Pealekata |
| 2 giugno 2016        |             |                    |
| Roosu                | - +         | Kalev Sillamäe     |
| Märjamaa             | 4 – 0       | Navi               |
| 4 giugno 2016        |             |                    |
| Puhkus Mehhikos      | 0 – 2 (dts) | Flora Tallinn U19  |
| 5 giugno 2016        |             |                    |
| Piraaja Tallinn      | 11 – 1      | Wolves Tallinn     |
| Soccernet            | 8 – 1       | Wolves Jõgeva II   |
| Elva                 | 13 – 0      | IceBears           |
| 6 giugno 2016        |             |                    |
| Olympic Tallinn      | 2 – 3 (dts) | FC TransferWise    |
| 7 giugno 2016        |             |                    |
| Flora Tallinn        | 11 – 0      | Peedu              |
| Levadia Tallinn III  | 8 – 0       | Raudteetöölised    |
| Tääksi               | 3 – 2       | Helios Tartu       |
| Wolves Jõgeva        | 7 – 0       | Reaal Tallinn      |
| Castovanni Eagles II | 0 – 4       | Ambla              |
| Fellin               | 0 – 1       | Keila              |
| Twister              | 7 – 0       | Warrior Valga      |
| 8 giugno 2016        |             |                    |
| Kernu Kadakas        | 2 – 1       | Rasmus Värki JK    |
| Otepää               | 1 – 2       | Narva United       |
| 9 giugno 2016        |             |                    |
| Nõmme United         | 24 – 0      | Õismäe Torm        |
| Koeru                | 0 – 2       | Tannem Vastseliina |
| FC Lelle             | 1 – 6       | Molycorp Silmet    |
| 12 giugno 2016       |             |                    |
| Forza Tallinn        | 0 – 8       | Kalju Nõmme        |
| 15 giugno 2016       |             |                    |
| Rada Kuusalu         | 0 – 4       | Atli Rapla         |
| 16 giugno 2016       |             |                    |
| Tammeka Tartu        | 2 – 0       | Santos Tartu       |
| Kalev Tallinn        | 14 – 0      | Illi Paduvere      |
| Igiliikur            | 0 – 6       | Welco Tartu        |
| 18 giugno 2016       |             |                    |
| Castovanni Eagles    | + -         | Pedajamäe          |
| Kalev Tallinn III    | 0 – 4       | Tulevik Viljandi   |
| 19 giugno 2016       |             |                    |
| Eston Villa          | + -         | Kaitseliit/Kalev   |
| 22 giugno 2016       |             |                    |
| Merkuur Tartu        | 6 – 4       | Zenit Tallinn      |
| 26 giugno 2016       |             |                    |
| Kuressaare           | + -         | Väätsa Vald        |
| Tammeka Tartu U21    | 1 – 4       | Pärnu              |
| 28 giugno 2016       |             |                    |
| Pirita Reliikvia     | 1 – 2       | Terav Sats         |
| 3 luglio 2016        |             |                    |
| Charma Tabasalu      | 1 – 2       | Maardu             |

## Secondo turno
| Squadra 1              | Risultato       | Squadra 2          |
| ---------------------- | --------------- | ------------------ |
| 9 luglio 2016          |                 |                    |
| Tääksi                 | 5 – 0           | Jalgpallihaigla    |
| 16 luglio 2016         |                 |                    |
| Welco Tartu            | 0 – 8           | Flora Tallinn      |
| 20 luglio 2016         |                 |                    |
| Soccernet              | 1 – 5           | Kuressaare         |
| 24 luglio 2016         |                 |                    |
| Ambla                  | 2 – 5           | Tõrva              |
| Lokomotiv Jõhvi        | 1 – 1 (3-5 dcr) | Flora Tallinn U19  |
| Jalgpalliselts Tallinn | 0 – 3           | Ülikool Fauna      |
| Castovanni Eagles      | - 1             | EMÜ                |
| Molycorp Silmet        | 2 -             | Imavere/Forss      |
| 26 luglio 2016         |                 |                    |
| Järva-Jaani            | 1 – 4           | Narva United       |
| Maardu United          | 2 – 10          | Kalev Sillamäe     |
| Tarvas Rakvere         | 5 – 1           | Maardu             |
| Infonet                | 9 – 0           | Piraaja Tallinn    |
| 2 agosto 2016          |                 |                    |
| Paide                  | 1 – 0           | Nõmme United       |
| Kose                   | 0 – 2           | Poseidon           |
| Saue Laagri            | 6 – 1           | Wolves Jõgeva      |
| Tammeka Tartu          | 3 – 0           | Läänemaa Haapsalu  |
| 3 agosto 2016          |                 |                    |
| Viimsi II              | 0 – 5           | Infonet II         |
| Märjamaa               | 2 – 1           | Irbis Kiviõli      |
| Järve Kohtla-Järve     | + -             | Twister            |
| Joker Raasiku          | 4 – 3 (dts)     | Atli Rapla         |
| Elva                   | 2 – 3           | Kalev Tallinn      |
| TJK Legion             | 1 – 0           | Ganvix Türi        |
| Terav Sats             | 1 -             | Noorus-96 Jõgeva   |
| 4 agosto 2016          |                 |                    |
| Kernu Kadakas          | 5 – 3 (dts)     | Tannem Vastseliina |
| 7 agosto 2016          |                 |                    |
| Tulevik Viljandi       | 13 – 0          | Loo                |
| 8 agosto 2016          |                 |                    |
| FC TransferWise        | 1 – 6           | Viimsi             |
| 9 agosto 2016          |                 |                    |
| Pärnu                  | 2 – 4           | Levadia Tallinn    |
| 10 agosto 2016         |                 |                    |
| Kalju Nõmme III        | 0 – 5           | Flora Tallinn U21  |
| Merkuur Tartu          | 3 – 4 (dts)     | Rumori Calcio      |
| 17 agosto 2016         |                 |                    |
| Levadia Tallinn III    | 4 – 1           | Keila              |
| Eston Villa            | 4 – 4 (5-6 dcr) | Tartu              |
| 20 settembre 2016      |                 |                    |
| Trans Narva            | 0 – 2           | Kalju Nõmme        |

## Terzo turno
| Squadra 1           | Risultato       | Squadra 2         |
| ------------------- | --------------- | ----------------- |
| 24 agosto 2016      |                 |                   |
| Ülikool Fauna       | 4 – 6           | EMÜ               |
| 1 settembre 2016    |                 |                   |
| Tulevik Viljandi    | 1 – 0           | Kalev Sillamäe    |
| Saue Laagri         | 0 – 3           | Infonet II        |
| 4 settembre 2016    |                 |                   |
| Terav Sats          | 0 – 2           | Märjamaa          |
| Rumori Calcio       | 4 – 3           | Kernu Kadakas     |
| Kuressaare          | 3 – 2           | TJK Legion        |
| 6 settembre 2016    |                 |                   |
| Tartu               | 0 – 11          | Infonet           |
| 7 settembre 2016    |                 |                   |
| Kalev Tallinn       | 5 – 0           | Tääksi            |
| 20 settembre 2016   |                 |                   |
| Tarvas Rakvere      | 2 – 3           | Paide             |
| Levadia Tallinn III | 1 – 8           | Tammeka Tartu     |
| 21 settembre 2016   |                 |                   |
| Molycorp Silmet     | 6 – 5 (dts)     | Flora Tallinn U19 |
| Järve Kohtla-Järve  | 0 – 2           | Flora Tallinn U21 |
| Narva United        | 0 – 0 (3-2 dcr) | Viimsi            |
| 27 settembre 2016   |                 |                   |
| Levadia Tallinn     | 7 – 0           | Joker Raasiku     |
| 28 settembre 2016   |                 |                   |
| Flora Tallinn       | 5 – 0           | Tõrva             |
| 5 ottobre 2016      |                 |                   |
| Kalju Nõmme         | 10 – 0          | Poseidon          |

## Ottavi di finale
| Squadra 1         | Risultato | Squadra 2        |
| ----------------- | --------- | ---------------- |
| 5 ottobre 2016    |           |                  |
| Tammeka Tartu     | 5 – 1     | Rumori Calcio    |
| 12 ottobre 2016   |           |                  |
| Kuressaare        | 5 – 0     | Märjamaa         |
| 16 ottobre 2016   |           |                  |
| EMÜ               | 0 – 5     | Tulevik Viljandi |
| 18 ottobre 2016   |           |                  |
| Infonet           | 2 – 1     | Levadia Tallinn  |
| 19 ottobre 2016   |           |                  |
| Kalju Nõmme       | 1 – 0     | Flora Tallinn    |
| Flora Tallinn U21 | 1 – 3     | Narva United     |
| Infonet II        | 1 – 4     | Paide            |
| 15 novembre 2016  |           |                  |
| Molycorp Silmet   | 0 – 11    | Kalev Tallinn    |

## Quarti di finale
Nella stagione 2017 l'Infonet prende l'abbreviazione ufficiale di FCI Tallinn.
| Squadra 1        | Risultato       | Squadra 2     |
| ---------------- | --------------- | ------------- |
| 11 aprile 2017   |                 |               |
| Tulevik Viljandi | 0 – 1 (dts)     | Tammeka Tartu |
| Kalev Tallinn    | 0 – 3           | Paide         |
| 12 aprile 2017   |                 |               |
| Kalju Nõmme      | 1 – 1 (3-5 dcr) | FCI Tallinn   |
| Narva United     | 3 – 1           | Kuressaare    |

## Semifinali
| Squadra 1      | Risultato       | Squadra 2    |
| -------------- | --------------- | ------------ |
| 9 maggio 2017  |                 |              |
| Tammeka Tartu  | 0 – 0 (4-2 dcr) | Paide        |
| 10 maggio 2017 |                 |              |
| FCI Tallinn    | 2 – 0           | Narva United |

## Finale
| Arbitro: | Mart Martin |

|                      |           |  |
| Kruglov 9’ Prosa 47’ | Marcatori |  |